# Urząd Miasta Szczecin

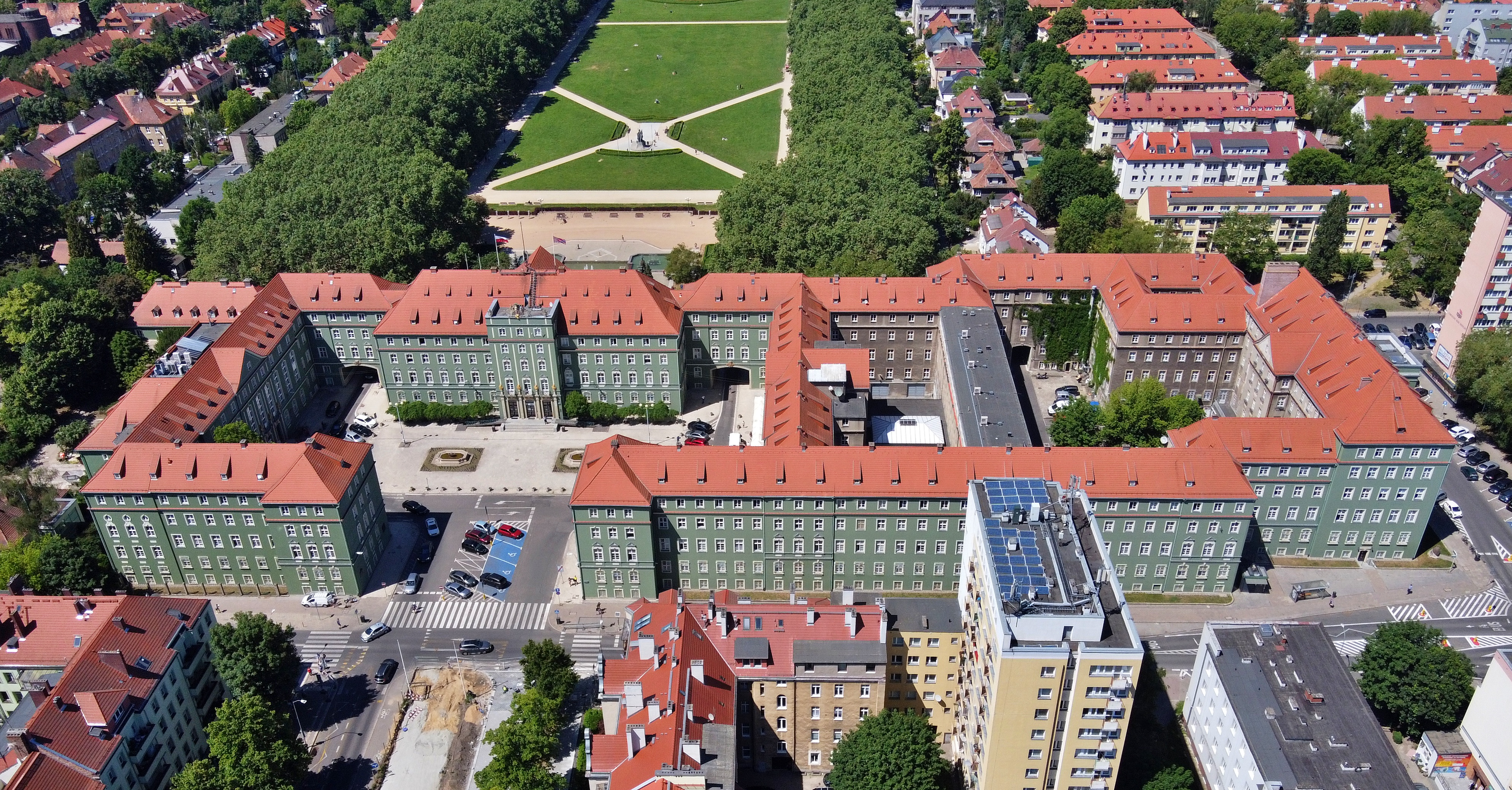
Widok ogólny gmachu Urzędu Miasta Szczecin

Urząd Miasta Szczecin (pot. „Szpinakowy Pałac”) – jednostka organizacyjna (urząd miejski) miasta Szczecina (również budynek).

## Organizacja
Powstał w wyniku ustawy z 22 listopada 1973 r. jako urząd, przy którego pomocy prezydent miasta wykonywał swoje zadania. Statut urzędu, określany przez prezydenta miasta, dzielił go na wydziały lub biura, komisje i kuratoria; ich liczba często się zmieniała i w 1974 r. wynosiła 15, w 1975 – 19, a od 1984 – 22. Pracą urzędu kierował prezydent osobiście oraz przy pomocy 3 wiceprezydentów.
Od 1990 Urząd Miasta jest urzędem pomocniczym Zarządu Miejskiego i Prezydenta Miasta do wykonywania spraw gminy, uchwał Rady Miasta, zadań powierzonych itp. Jego organizacyjne zasady działania określa regulamin uchwalony przez Radę Miasta. Kierownikiem urzędu jest prezydent miasta, który jest zwierzchnikiem służbowym pracowników urzędu. Urząd dzieli się na wydziały i biura (w 1998 było ich 35) i wraz ze swoimi wydziałami, wykonuje zadania przekazane i polecone przez Prezydenta Miasta, Zarząd Miasta i Radę Miejską.

## Historia
Gmach urzędu miasta został wybudowany z przeznaczeniem na siedzibę głównego urzędu administracyjnego Prowincji Pomorskiej (Landeshaus). Decyzję o konieczności budowy nowego gmachu podjął Sejm Prowincji Pomorskiej (Landtag) 17 marca 1921 r. Od początku przewidywano tu realizację układu urbanistycznego, którego centrum miało stanowić kompleks budowli administracyjnych, powiązanych ciągiem widokowym z terenem parku od strony północnej i z zabudową miejską centrum od południa. Teren został zakupiony od radcy handlowego Martina Quistorpa i 31 maja 1923 wydano zezwolenie na budowę. Projektantem i wykonawcą budowli był dr inż. Georg Steinmetz. Rozpoczęcie budowy nastąpiło 5 czerwca 1924 r., a realizacja trwała do 1927 r., kiedy to nastąpiło uroczyste poświęcenie nowej siedziby sejmu Prowincji Pomorskiej. Już w 1924 r. powstał środkowy, główny budynek urzędu, w 1925 r. skrzydło wschodnie, rok później zachodnie, a w 1927 dobudowane zostały pozostałe obiekty do skrzydeł oraz wykończono pomieszczenia gospodarcze i wewnętrzny dziedziniec. W latach 1933–1945 siedzibę miały tutaj hitlerowskie władze NSDAP. W latach 1945–1950 – siedziba Zarządu Miejskiego i Miejskiej Rady Narodowej, 1950–1973 siedziba Prezydium Miejskiej Rady Narodowej, 1973–1990 siedziba Urzędu Miejskiego i Miejskiej Rady Narodowej, od 1990 siedziba Urzędu Miasta Szczecin.

## Architektura i wyposażenie
Budynki główne okalały czworoboczny dziedziniec, który był otwarty w kierunku alei prowadzącej do centrum. Od wschodniej strony znajdowały się dwa dziedzińce, jeden z nich zabudowany obszerną halą kas z górnym oświetleniem (dziś przeznaczoną do obsługi interesantów). W środku budynku mieściły się gabinety generalnego gubernatora, syndyka prowincji, dyrektora urzędu, kierowników działów technicznych oraz głównego kanclerza. Na poszczególne kondygnacje prowadziła reprezentacyjna dwubiegowa klatka schodowa. Na drugim piętrze w środkowej części umieszczona została biblioteka, która znajduje się tam do dzisiaj. Na parterze znajdowała się automatyczna centrala telefoniczna, a w piwnicach duża kuchnia, która obsługiwała m.in. uroczystości organizowane w lewym skrzydle, oraz kantyna dla urzędników. Skrzydło lewe nazywane było skrzydłem z wielkimi salami, bowiem były w nim główne sale posiedzeń i uroczystości urzędowych. Najładniejszą z nich, wyłożoną boazerią z drzewa orzechowego zajmowała do niedawna Filharmonia szczecińska. Na głównej ścianie sali znajdował się niegdyś barwny herb z piaskowca, wykonany przez rzeźbiarza H. Hosaeusa. W prawym skrzydle budynku znajdowały się głównie pomieszczenia biurowe i kasowe. Budynek zachował się do dziś w praktycznie niezmienionym stanie, a pomieszczenia pełnią funkcje zbliżone do pierwotnie przewidzianych.
Pierwotnie budynek pokryty był w całości zielonym tynkiem, co spowodowało, że w czasach niemieckich nazywano go Szpinakowym Pałacem (Spinatpalast), a czasem Szpinakowym Domem (Spinathaus). Po II wojnie światowej nieodnawiana fasada wyblakła, przyjmując szaro-zielony odcień. 17 grudnia 1970 roku w godzinach wieczornych w czasie wydarzeń „Grudnia '70” tłum próbował zdobyć i podpalić Miejską Radę Narodową. Zniszczono środkowe, główne skrzydło budynku – wybito okna na parterze i pierwszym piętrze, podpalono znajdujące się tam pokoje. Długo jeszcze widoczne były ślady dymu nad oknami, dopiero podczas remontu tej części fasady zakryto je szarym tynkiem. Przywrócenie pierwotnego, zielonego koloru nastąpiło w czasie prac remontowych elewacji w latach 2012–2017, od tego też czasu zaczęła funkcjonować ponownie nieoficjalna nazwa związana z kolorem budynku, w tym okresie został też odrestaurowany kartusz z herbem dawnej Prowincji Pomorze a metalowy herb Szczecina zdjęto.

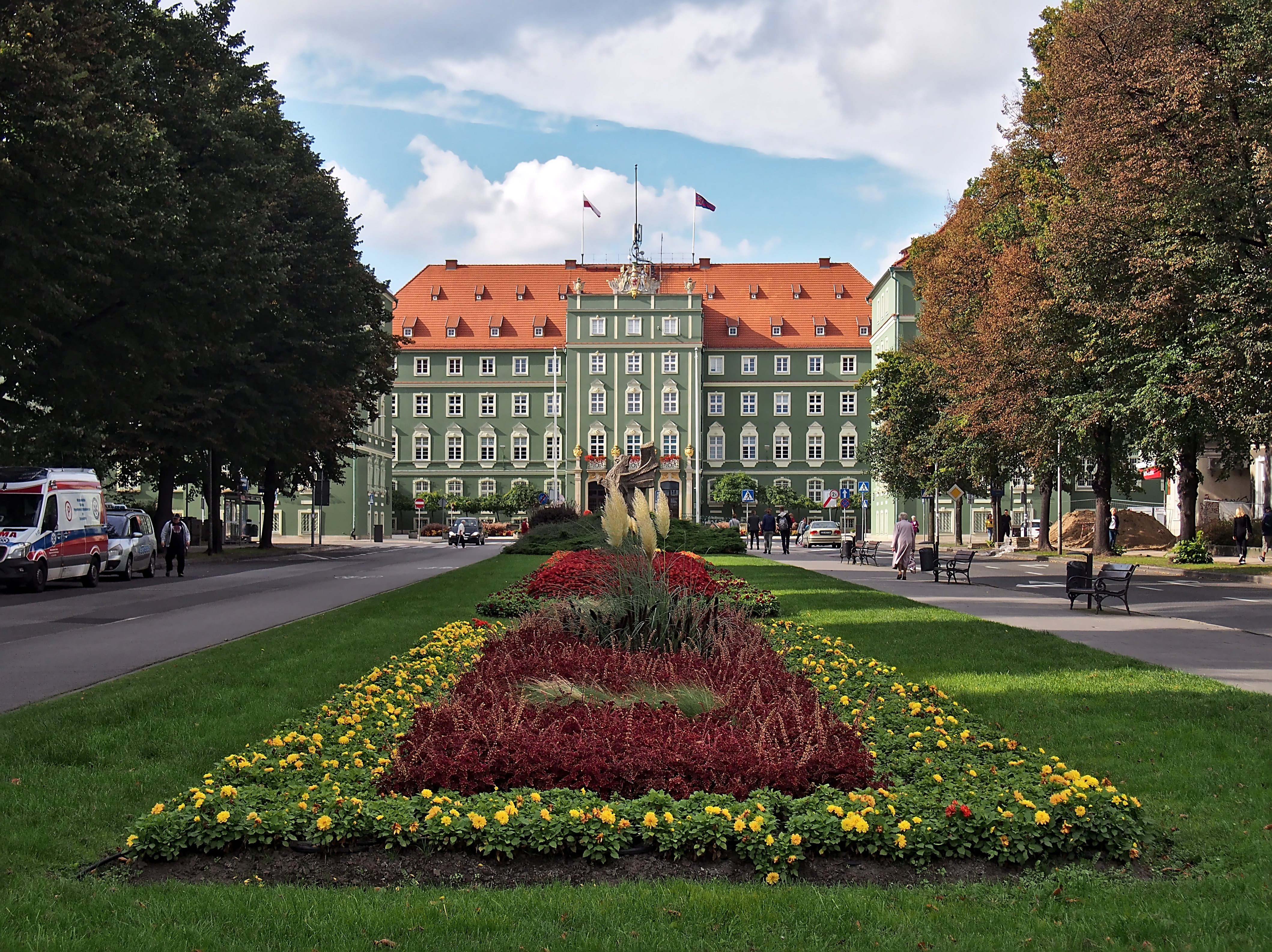
Fasada południowo-zachodnia po renowacji (2017)
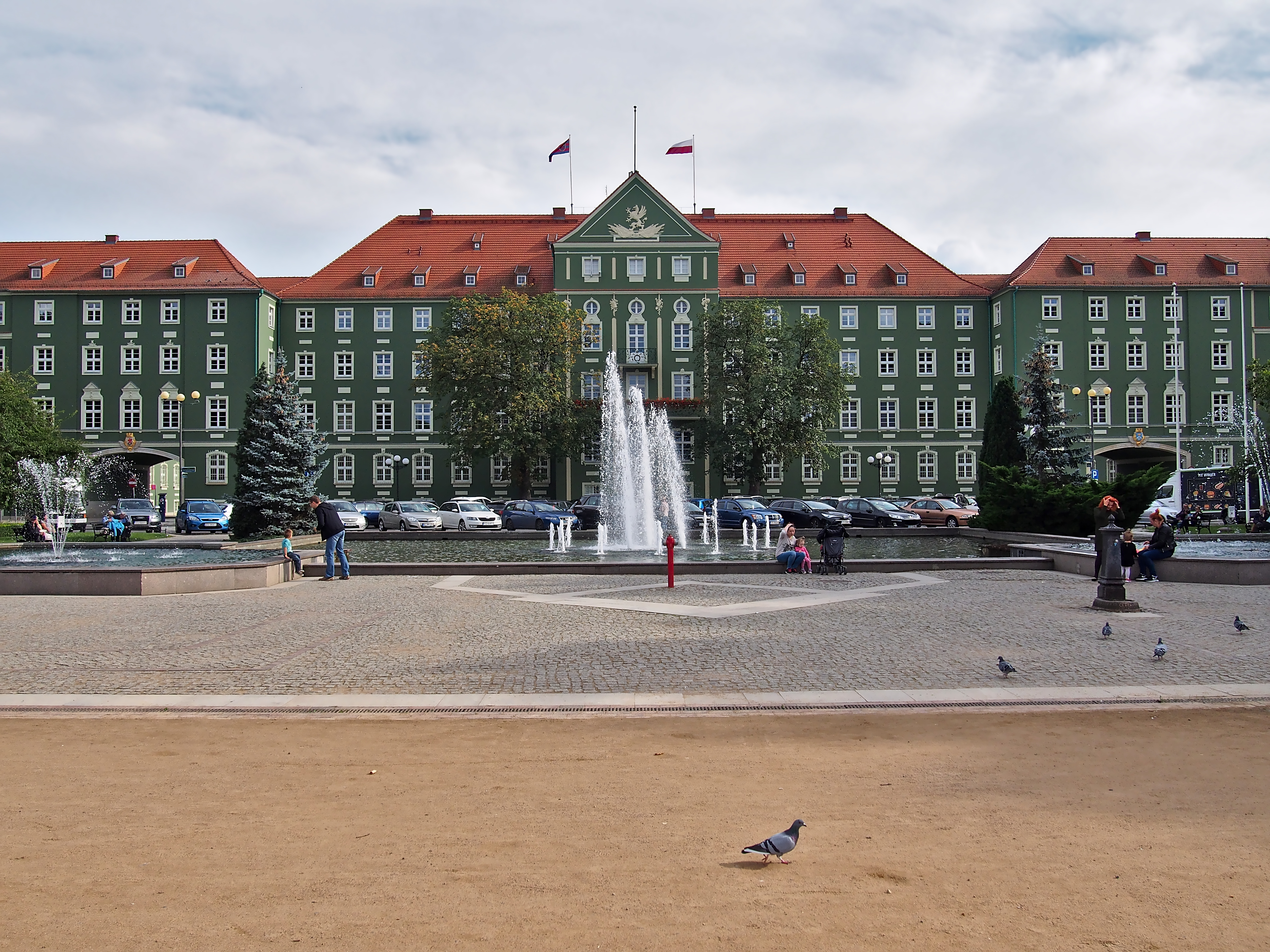
Fasada północno-zachodnia od strony Jasnych Błoni (2017)
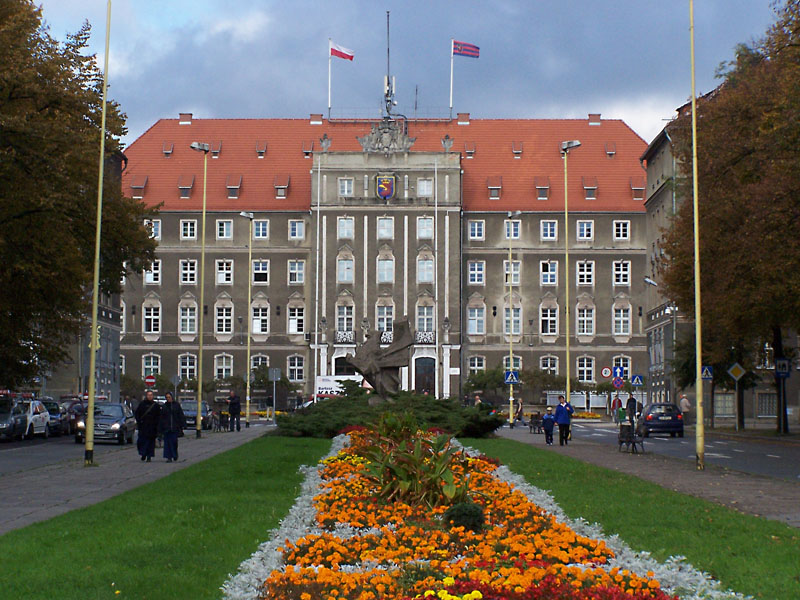
Fasada południowo-zachodnia sprzed renowacji (2006)
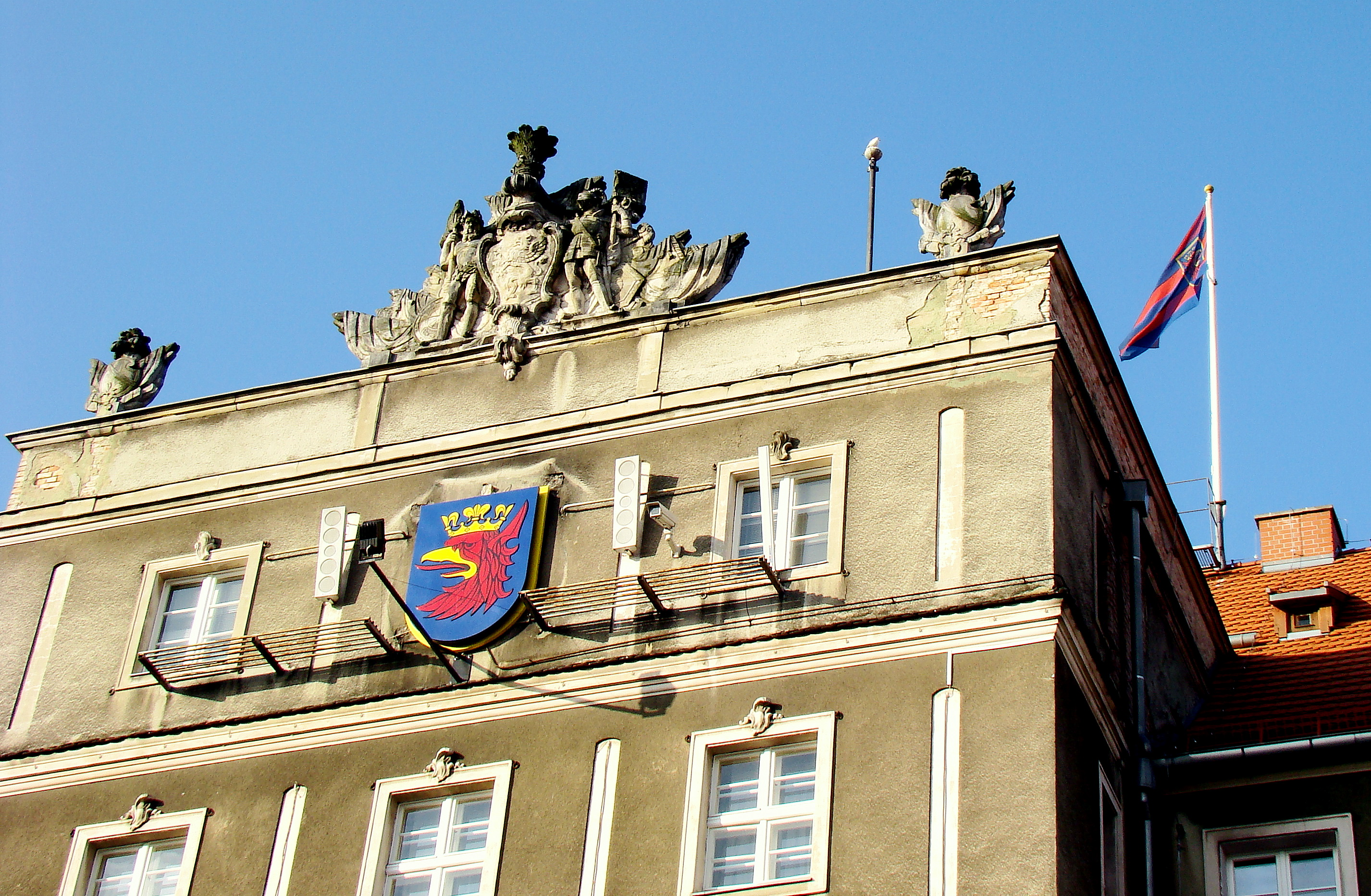
Herb i flaga Szczecina na Urzędzie sprzed renowacji fasady (2009)
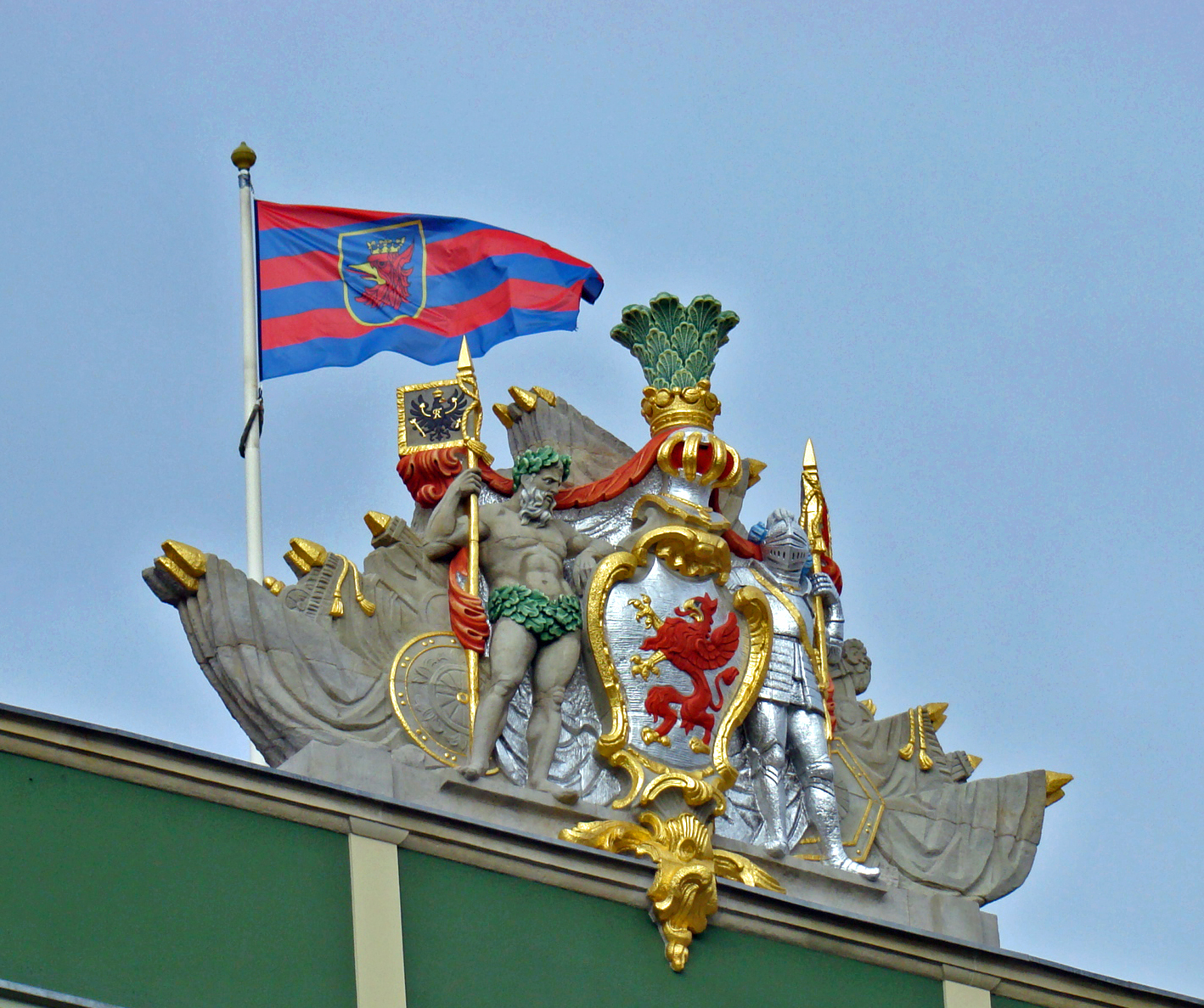
Kartusz z herbem dawnej Prowincji Pomorze oraz obecna flaga Szczecina (2013)